# Hayama Yoshiki
Hayama Yoshiki (japanisch 葉山 嘉樹; * 12. März 1894 in Toyotsu (heute: Miyako), Präfektur Fukuoka; † 18. Oktober 1945) war ein Autor der proletarischen Literatur Japans.

## Leben
Er wurde in eine Samurai-Familie geboren. Nach der Toyotsu-Mittelschule (heute: Ikutokukan-Oberschule der Präfektur Fukuoka) belegte er 1913 den Vorbereitungskurs für die Waseda-Universität, wurde aber wegen Zahlungsrückstand bei den Studiengebühren ausgeschlossen. Danach ging er als Matrose an Bord von Frachtschiffen der Kalkutta- und Muroran–Yokohama-Seewege. Die Erfahrungen dieser Zeit wurden zur Grundlage seiner späteren Werke. 1920 war er in einer Zementfabrik in Nagoya angestellt, nach einem Arbeitsunfall versuchte er eine Gewerkschaft zu gründen, hatte aber keinen Erfolg und wurde entlassen. Danach trat er dem Nagoya-Arbeiterverein bei und leitete verschiedene Aktionen zur Verbesserung der Arbeitsverhältnisse.
1923 wurde er beim Zwischenfall der Kommunistischen Partei Nagoya verhaftet und eingesperrt. Im Gefängnis schrieb er Umi ni ikuru Hitobito (海に生くる人々, dt. „Die auf dem Meer Lebenden“) und Inbaifu (淫売婦, dt. „Prostituierte“). Nach seiner Freilassung veröffentlichte er 1926 Inbaifu in der Zeitschrift Bungei sensen („Literaturfront“) und Umi ni ikuru Hitobito als neuen Roman, wodurch er zur Nachwuchshoffnung der Literaturwelt wurde.
Gegenüber der bestehenden proletarischen Literatur, die theoretisch und schematisch war, beschrieben Hayamas Werke unbefangen die natürlichen Empfindungen der Menschen und hatten ein hohes Maß an literarischer Perfektion. Insbesondere Umi ni ikuru Hitobito wurde als ein Meisterwerk der proletarischen Literatur Japans angesehen. Als sich die proletarische Literaturbewegung in die Kriegsflagge- (Senki-) und Literaturfront-Gruppe gespaltet hatte, gehörte er zur Literaturfront und war als deren repräsentativer Autor tätig.
Als aber die ideologische Kontrolle durch die Geheimpolizei Tokkō heftiger und die öffentliche Meinung durch den Vorstoß nach China geeint wurde, widerrief Hayama seine Ansichten durch Tenkō und betonte seine Unterstützung für das System. Ab 1934 wohnte er in der Präfektur Nagano, und während er dort Romane schrieb, arbeitete er auch auf einer Baustelle. 1943 schrieb er Beiträge für die in Mandschukuo erschienene Zeitung Manshū, er befasste sich auch selbst aktiv mit der Besiedelung, fuhr mehrmals dorthin und zog schließlich im Juni 1945 gemeinsam mit seiner Tochter nach Mandschukuo, um in einem neuen Dorf zu siedeln. Während er am 18. Oktober 1945, wegen der Besetzung durch die sowjetischen Truppen und der Kriegsniederlage, nach Japan zurückkehrte, verstarb er in einem Zug an einer Hirnblutung.
Am 18. Oktober 1977 wurde in seiner Heimat Yakeyama bei Miyako (damals: Toyotsu) ein Gedenkstein errichtet.

## Hauptwerke
- Rōgoku no hannichi (牢獄の半日, dt. „Ein halber Tag im Gefängnis“)
- Inbaifu (淫売婦, dt. „Prostituierte“)
- Semento-daru no naka no tegami (セメント樽の中の手紙)
  - Der Brief im Zementfass. Übersetzt von Jürgen Berndt. In: Träume aus zehn Nächten. Japanische Erzählungen des 20. Jahrhunderts. Hrsg. Eduard Klopfenstein, Theseus Verlag, München 1992, ISBN 3-85936-057-4
  - Letter found in a cement-barrel. In: Modern Japanese Stories, ISBN 978-0-8048-3336-3
- Umi ni ikuru hitobito (海に生くる人々, dt. „Die auf dem Meer Lebenden“)
- Idōsuru sonraku (移動する村落, dt. „Das Dorf, das sich bewegt“)
- Dakuryū (濁流, dt. „Schlammflut“)